# Pandanus concretus
Pandanus concretus là một loài thực vật có hoa trong họ Dứa dại. Loài này được Baker miêu tả khoa học đầu tiên năm 1885.